# Nefertem
Nefertem (auch Nefertum, Nefer-Tem, Nefer-Temu) ist eine Gottheit in der altägyptischen Mythologie. Er war Schutzgott der Salben, Salböle und Düfte, jedoch vorrangig der jugendliche Gott der Lotosblüte.

## Ikonographie
Die Darstellung des Nefertem erfolgt als jugendlicher Gott, die sehr verschieden sein kann: Zum einen als Mensch mit Lotosblüte auf dem Kopf, gelegentlich auf einem liegenden Löwen stehend oder mit Sichelschwert in der linken Hand; zum anderen aber auch mit einem menschlichen Körper mit Löwenkopf oder ganz als Löwe. Charakteristisch für Nefertem ist jedoch vorwiegend der blaue Lotos.
typische Darstellungen des Nefertem

Nefertem mit Lotosblüte auf dem Kopf sowie Was-Zepter und Anch-Zeichen
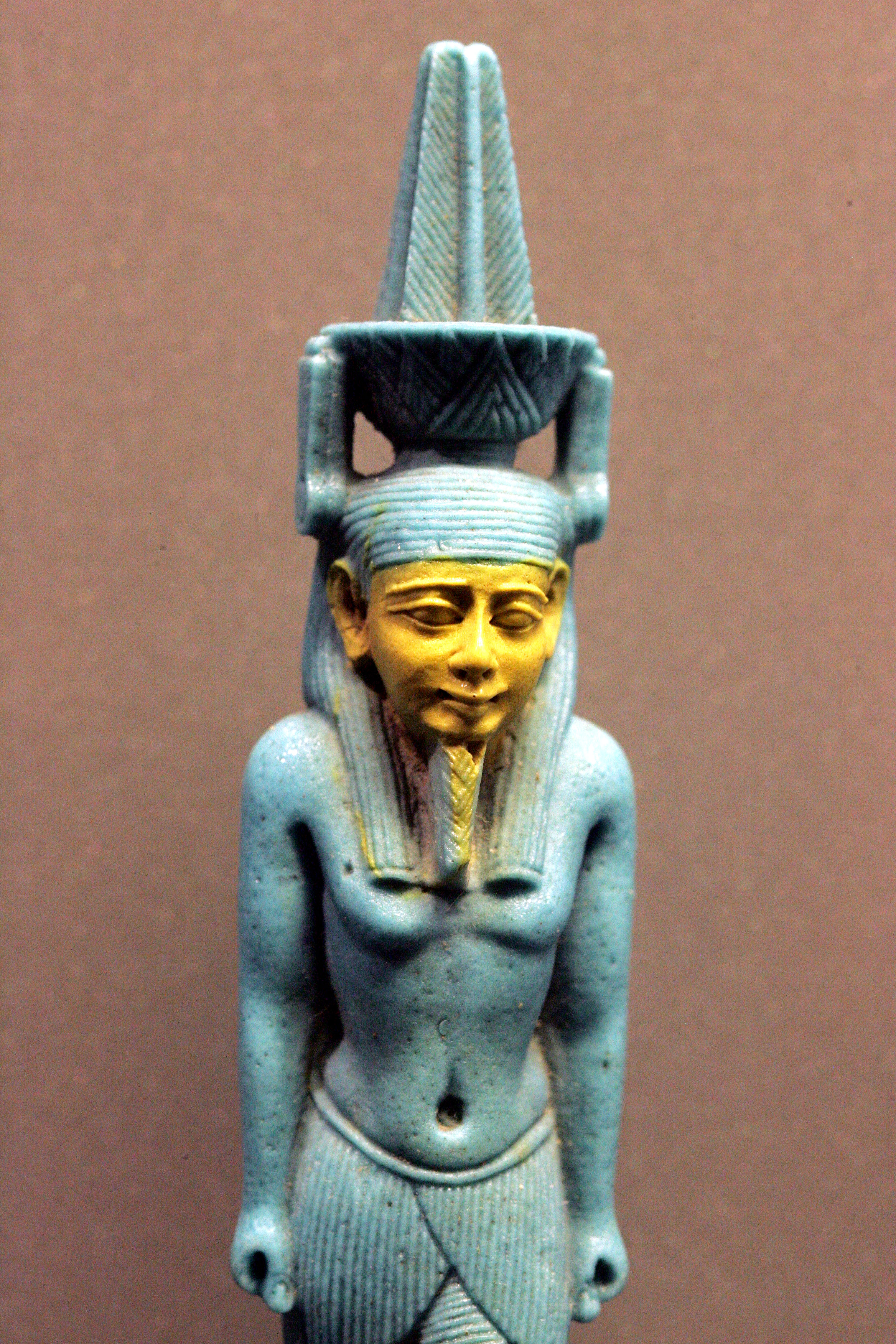
Nefertem mit blauem Lotos, aus dem zwei hohe Federn hervorsprießen
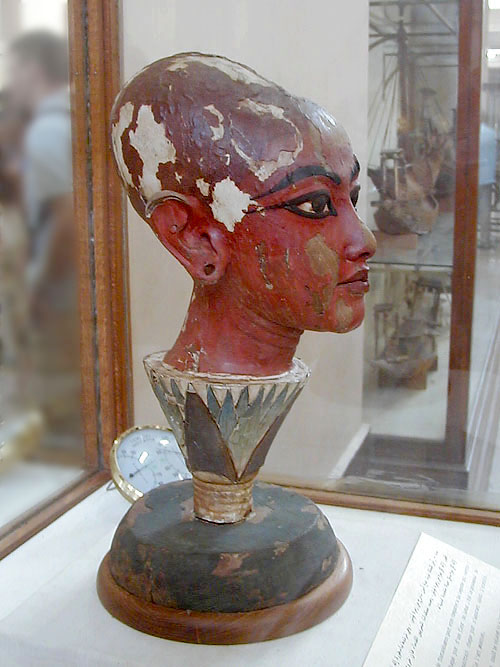
Tutanchamun als Nefertem auf einer blauen Lotosblüte (Ägyptisches Museum Kairo, Kopf des Nefertem, JE 60723)
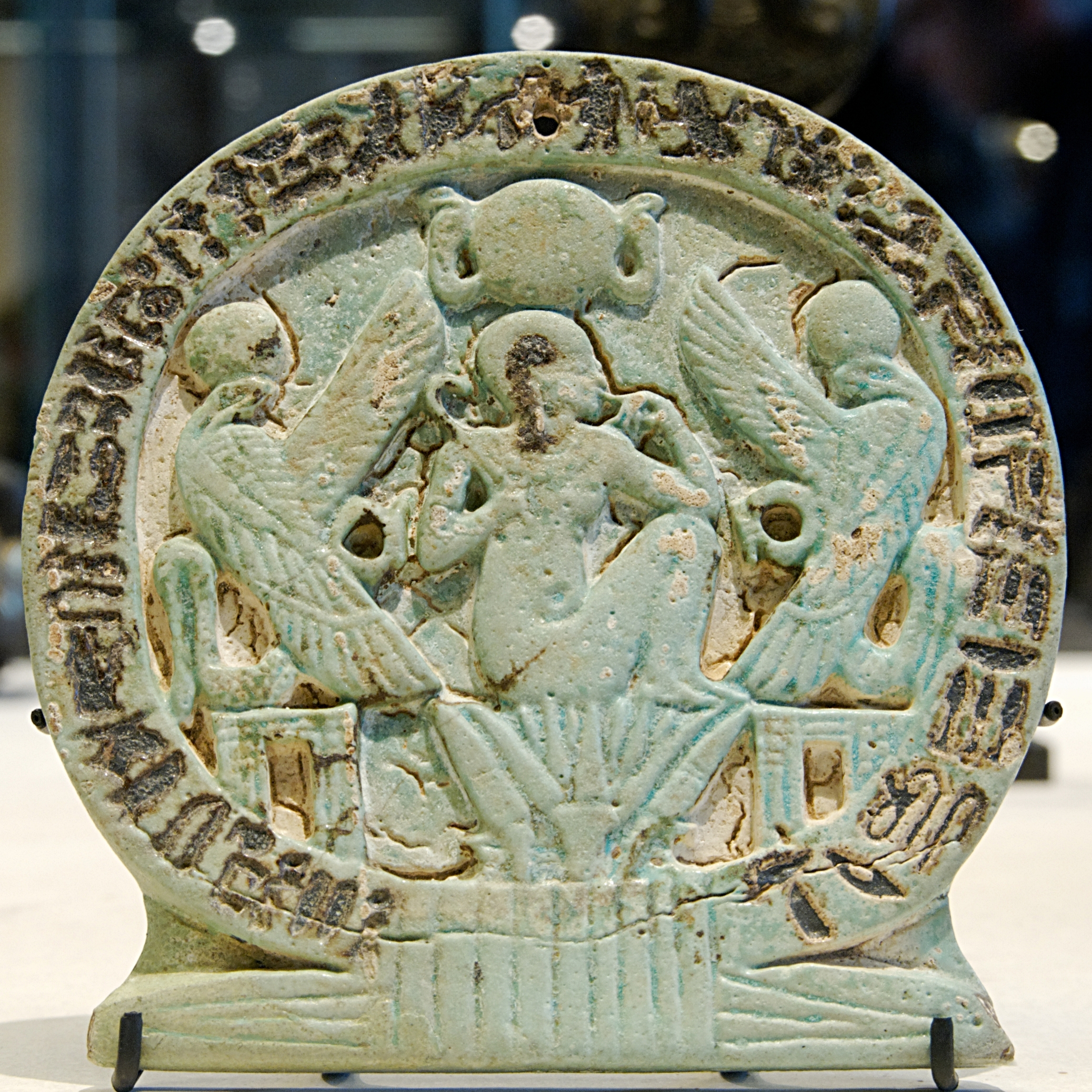
Talisman des Osorkon (Dritte Zwischenzeit) mit Nefertem, der aus dem Lotos emporsteigt (Louvre, E10943)

## Mythologie
Der ägyptischen Mythologie zufolge tauchte aus dem Urgewässer die Lotosblüte auf, deren Gott Nefertem war. So wurde der Gott nicht nur mit dem blauen Lotos gleichgesetzt, sondern auch mit dem Sonnengott, der ebenfalls aus der Pflanze hervorging. Viele Darstellungen zeigen ihn deshalb auf einer Lotosblüte sitzend, aus der er hervorging. So entstand zur Zeit des Alten Reiches die Verbindung zu Re. In den Pyramidentexten heißt es zu Nefertem: Lotosblume an der Nase des Re.
Er ist der Sohn des Ptah, seine Mutter ist entweder Sachmet oder Bastet und bildet zusammen mit Sachmet und Ptah die Triade von Memphis. In Buto sah man Nefertem hingegen als Sohn der Schlangengöttin Uto. Weiter finden sich Verbindungen zu den Göttern Month, Horus und Sokar, in der Spätzeit sogar zu Bes.

## Kult
Nefertem war aufgrund seiner mythologischen Charakteristika vorrangig der Gott königlicher und göttlicher Denkmäler. Im Vergleich zu anderen Gottheiten wurde er sehr viel weniger verehrt, jedoch vermehrt als Sohn der Sachmet gefürchtet. So sind aus der Dritten Zwischenzeit beispielsweise göttliche Dekrete in Form von Amuletten erhalten, die zur Geburt eines Kindes gefertigt wurden, um dieses unter anderem vor Erscheinungsformen des Gottes Nefertem zu schützen. Allerdings gab es auch schützende Amulette mit dem Bildnis des Nefertem.
Seit dem Neuen Reich tritt der Verstorbene im Gefolge des Nefertem auf.